# 中國—北馬其頓關係
中國—北馬其頓關係，是指歷史上的中國和北馬其頓（包括中華人民共和國與北馬其頓共和國）之間的雙邊關係。中國和馬其頓在古代可能已有接觸，現代的中華人民共和國和馬其頓則在1993年建交；期间，馬其頓在1999年與中華民國建交，导致中華人民共和國與馬其頓断交，直至2001年馬其頓才和中華人民共和國復交。此后两国关系友好顺利发展。现今，中國和北馬其頓在經貿和文化上俱有密切往來。

## 歷史

### 1990年代至2000年代
马其顿曾是南斯拉夫社会主义联邦共和国的一部分，在1991年11月20日宣布独立為國。1993年4月7日，联合国大会通过决议，接纳马其顿以「前南斯拉夫马其顿共和国」的临时国號，成為联合国的成員國；當時，中華人民共和國是有關决议的共同提案国之一，並對决议投下了赞成票:324。
1993年9月29日，時任中华人民共和国外交部部长钱其琛出席联合国大会，期間與時任马其顿共和国总统基羅·格利戈羅夫會晤；钱其琛指中华人民共和国承认马其顿是独立的主权国家，愿意與马其顿發展雙邊關係，而格利戈罗夫亦表示愿意繼續與中国发展政治和经貿上的往來:324。同年10月21日，中华人民共和国驻联合国大使李肇星和马其顿驻联合国大使登科·马莱斯基在美國纽约签訂建交公报，建立兩國之間的外交關係:323；在建交公报中，马其顿被稱為「马其顿共和国」（官方国名），因而受到希臘的強烈反對。
中華民國方面在1997年起派遣人員到马其顿，與馬其頓內部革命組織民族統一民主黨、民主選擇黨等反对党進行往來，這些反对党在1998年下半年舉行的國会選舉中表現不俗；在國會選舉後，馬其頓的總統和總理分別屬於不同的政黨，兩人是政敵關係，但總統才是真正的掌權者。據說，中華民國承諾向馬其頓提供3億美元的現金，並在當地建設一座工業園區。1999年1月27日，中華民國與馬其頓建立外交關係；但是，馬其頓與中華民國的建交完全是由马其顿總理和馬其頓外交部部長一手包辦，馬其頓總統格利戈罗夫當時根本不知情，他後來還不肯接受中華民國駐馬其頓大使遞交的國書。1999年馬其頓總統大選候選人瓦西爾·圖普考夫斯基曾在演說中表示，馬其頓並不是想為中華人民共和國製造麻煩，希望中華人民共和國能夠理解；他又認為，馬其頓和中華民國建交一事能夠為巴爾幹半島帶來新契機。
雖然馬其頓沒有提出與中華人民共和國斷絕邦交，但中華人民共和國不容許其邦交國同時承認中華民國，故在1999年2月9日與馬其頓中斷外交關係；由於馬其頓與中華民國建交，中華人民共和國於同月25日行使其在联合国安全理事会的否決權，否决延长联合国维和部队在马其顿駐紮的期限。
2001年5月，馬其頓政府高層發生人事變動，新上任的馬其頓副總理、外交部部長和國防部部長均不希望繼續與中華民國保持外交關係。為了維護與馬其頓的邦交，中華民國外交部部長田弘茂在同年6月出訪當地，但馬其頓外交部部長伊林卡·米特雷瓦拒絕接見他，而台灣輿論也普遍不認同以金錢外交挽回馬其頓；米特雷瓦亦曾在記者會上表示，馬其頓外交部已計劃與中華民國斷絕外交關係，並與中華人民共和國關係正常化。
6月12日，馬其頓政府發言人在記者會上表示，該國政府已決定承認中華人民共和國，並恢復馬其頓與中華人民共和國之間的正常外交關係。6月18日上午，由中華民國外交部發言人張小月正式宣布斷交聲明，聲明指出，「中華民國政府對馬其頓政府罔顧兩國友誼，屈從北京威脅利誘，深表遺憾」。分析認為，馬其頓政府此舉是為了融入全體成員國皆承認中華人民共和國的歐盟，亦是因為該國與中華民國的經貿合作成效不彰。

### 2010年代至今
2011年11月，中華人民共和國向马其顿提供23辆校车，作為對當地的援助；由於當時發生2011年甘肅正寧幼兒園校車車禍，而当年马其顿的人均國內生產總值（5098美元）与中國（5614美元）相当，此舉一度在中國引發爭議，認為中國當局應改善國內的校車環境。

## 經貿關係
- 中国大陸到马其顿的出口貿易[16]
- 马其顿到中国大陸的出口貿易[17]

根據經濟複雜性研究中心網站上的數據，中国大陸到马其顿的出口貿易在1995年至2008年一度呈上升趨勢，但曾在2009年有所下挫；2012年，中国大陸出口了超過3.5億美元到马其顿，其中大部分貨物是機械產品。马其顿到中国大陸的出口貿易在1995年至2008年均未曾超過2,000萬美元，在2009年有小幅度上升，其後在2010、2011及2012年分別上升至超過8,000萬、超過1.4億和超過1.6億美元；马其顿在2012年主要出口金屬（包括其製品）到中国大陸，但礦產品所佔的比率較2007年至2009年時減少了許多。

## 文教關係

### 最初往来
旧时将《后汉书》和《後漢紀》记载的西域國名「蒙奇兜勒」曾有使者在漢朝時到訪中國，並請求归附；另一邊廂，克勞狄烏斯·托勒密的著作《地理學》記載有一群來自马其顿的商人來到中國，並到訪了漢朝首都洛阳。有學者認為，《后汉书》、《後漢紀》和《地理學》的這些記載均是指同一事件，而「蒙奇兜勒」則為拉丁文「Macedones」一詞的音譯，是指當時由羅馬帝國統治的馬其頓。但这一说法是断章取义，《后汉书》《后汉纪》的原文是“西域蒙奇、兜勒二国”，这表明「蒙奇」和「兜勒」分別是两个地方。其中「蒙奇」有人认为是罗马帝国的马其顿行省，也有人认为是馬爾吉亞納。
《古今乐录》記述，出使西域的张骞把「摩诃兜勒一曲」傳到中國；有研究認為「摩诃兜勒」是這首歌曲的名稱，亦有學者認為「摩诃兜勒」是希腊語「Μακεδόνες」一詞的音譯，可以指马其顿或马其顿人。

### 马其顿独立後
北馬其頓國家和大學圖書館設有「中国文化之家」，這所「中国文化之家」由中華人民共和國駐北马其顿大使馆出资筹建，為北马其顿人民提供關於中国的圖书、报章杂志和光盘，亦可舉行推廣中華文化的活动；除此之外，北马其顿的圣基里尔·麦托迪大学和中國大陸的西南财经大学合办了一所孔子学院，這所孔子学院成立於2013年9月，提供汉语课程和舉行中華文化推廣活动。
河南科技学院和四名马其顿汉学家撰寫的《汉译马其顿文学作品选》在2014年12月發佈，這是首次由中國大陸和马其顿兩國的學者共同把马其顿文学作品译為汉语。马其顿汉学家伊戈爾·拉傑夫在2015年2月推出其译作《中国古代诗歌选集》，書中輯錄了由《诗经》到清朝末年的逾300首中國诗歌；拉傑夫此前亦曾把中國典籍《论语》、《大学》、《中庸》和《道德經》翻译為马其顿语版本。由中國大陸和马其顿汉语教師共同編寫的《汉语－马其顿语小字典》在2015年5月正式出版，這書介紹一些常用汉字的現代標準漢語发音、字形和字义，可供马其顿汉语初學者使用。而在北京外国语大学等一些中国的高等院校，也有教师教授马其顿语。
2014年中旬，马其顿总理尼古拉·格魯埃夫斯基訪問中華人民共和國的广州市和香港特别行政区，與香港行政长官梁振英会晤，並商討兩地在不同領域的合作；格魯埃夫斯基在香港之行又访问了玛丽医院，雙方決定玛丽医院將會为馬其頓培训医生。
2015年2月，南昌市代表团到马其顿斯科普里進行了一次文化活动，活动包括舞蹈、二胡演奏、合唱、太极拳、刺绣等表演。

## 旅行与签证
2024年11月，中华人民共和国宣布单方面给予持有北马其顿护照的北马其顿公民免签证入境待遇，在中国大陆停留不超过30天，期限至2025年12月31日，该国公民亦可以免签证的方式入境香港14天，入境澳门则可以免签证90天。

## 外部連結
- 中華人民共和國駐北馬其頓共和國大使館官方網站（简体中文）（英文）
  - 中華人民共和國駐北馬其頓共和國大使館經濟商務處官方網站（简体中文）
- 北马其顿驻华大使馆（馬其頓文）（英文）（法文）（阿爾巴尼亞文）